# New York-i Magyar Ház
A New York-i Magyar Ház a New Yorkban élő magyar közösségeket szolgáló intézmény, amelyet három magyar szervezet alapított 1966-ban. A New York központjában, Manhattanben (az Upper East Side-on) található, független közösségi ház ennek megfelelően rendszeres programokkal és alkalmi kulturális eseményekkel szolgálja a város magyarságát. Az épületben működik az Arany János Magyar Iskola és a New York-i magyar könyvtár is.

## Története és szerepe
A New York-i magyar közösség öt képviselője — Schell Péter, Neuman de Végvár Ede, Pulvári Károly, Chorin Ferenc és Eckhardt Tibor, akik a Széchenyi István Társaság, a Magyar Katolikus Liga, valamint az Amerikai Magyar Könyvtár és Történelmi Társulat keretei között tevékenykedtek — 1963. augusztus 23-án alapította meg az Amerikai Magyar Irodalmi és Oktatási Alapítványt (American Foundation for Hungarian Literature and Education – AFHLE), amelyet mint adómentes státuszú szervezetet 1964. április 16-án jegyeztek be hivatalosan New York államnál.
A három társaság az alapító tagok segítségével a német tornászok egyletétől 1966. szeptember 9-én vásárolta meg a Magyar Ház épületét, amelynek fenntartásáról a kezdetektől fogva az AFHLE gondoskodott. Az évek során a Katolikus Liga átadta tulajdonjogát az itt élő magyar ferenceseknek, akik pedig továbbadták a Külföldi Magyar Cserkészszövetségnek, amely azóta is a harmadik társtulajdonosa a Háznak.
Ma tehát a New York-i Magyar Ház az Amerikai Magyar Könyvtár és Történelmi Társulat, a Külföldi Magyar Cserkészszövetség és a Széchenyi István Társaság közös tulajdonában áll.
A Magyar Ház alapítói gondoskodtak arról, hogy a Ház mindig a magyar közösség kezén maradjon. Az alapító okirat szerint a társtulajdonosok kizárólag hasonló célú szervezetnek adhatják át tulajdonjogukat a másik két társtulajdonos beleegyezésével. Továbbá, abban az esetben, ha az AFHLE megszűnik és a Magyar Ház épületét eladnák, egyik társtulajdonos sem részesülhet a jövedelemből, hanem magyar tudományos vagy kulturális tevékenységet végző szervezetek számára kell felajánlani a teljes összeget.
A New York-i magyar bevándorlók egyik központi közösségi intézményeként a Magyar Ház az elmúlt évtizedekben számos meghatározó személyiséget látott vendégül. E ház falai között tartott beszédet és köszöntötte az amerikai magyarságot többek között Mindszenty József bíboros-hercegprímás; Antall József, az 1989-es rendszerváltás utáni időszak első magyar miniszterelnöke; Göncz Árpád és Schmitt Pál köztársasági elnök; Habsburg Ottó európai parlamenti képviselő; Teller Ede atomfizikus; Gábor Dénes Nobel-díjas fizikus; Erdő Péter bíboros, prímás, esztergom-budapesti érsek; és Kövér László, a magyar Országgyűlés elnöke.
A kezdetektől fogva több száz nagylelkű támogató és önkéntes segítő munkája nyomán több ezer látogató ismerhette meg a magyar kultúra egy-egy szeletét a New York-i Magyar Házban. Számtalan előadás, koncert, filmvetítés, szórakoztató műsor, néptánc bemutató, kiállítás, vásár, vacsora, baráti összejövetel otthona volt az intézmény, ahol angol és magyar nyelvtanítás is zajlik, mindez a befogadó országot illetve a magyar emigrációt szolgálandó. Az AFHLE jegyzőkönyve alapján 1974 és 1975 között 24 magyar szervezet használta a Magyar Ház helyiségeit.
A Magyar Ház üzemeltetésének költségeit személyes adományok, a helyiségek bérbeadása és az adománygyűjtő események bevételei fedezik, illetve a Ház időnként hagyatékban is részesül.

## A Magyar Ház küldetése
A Magyar Házat az 1960-as évek elején New Yorkban élő amerikai magyar bevándorlók álmodták meg, akik fontosnak tartották, hogy a világ egyik legnagyobb metropoliszában legyen egy olyan közösségi intézmény, amely teret biztosít a magyar identitás megéléséhez és megtartásához, a magyar kultúra és anyanyelv ápolásához, továbbá a magyar kulturális, művészeti és tudományos élet értékeinek méltó bemutatásával hidat teremt az anyaországi magyar, az amerikai magyar, és az amerikai társadalom között.

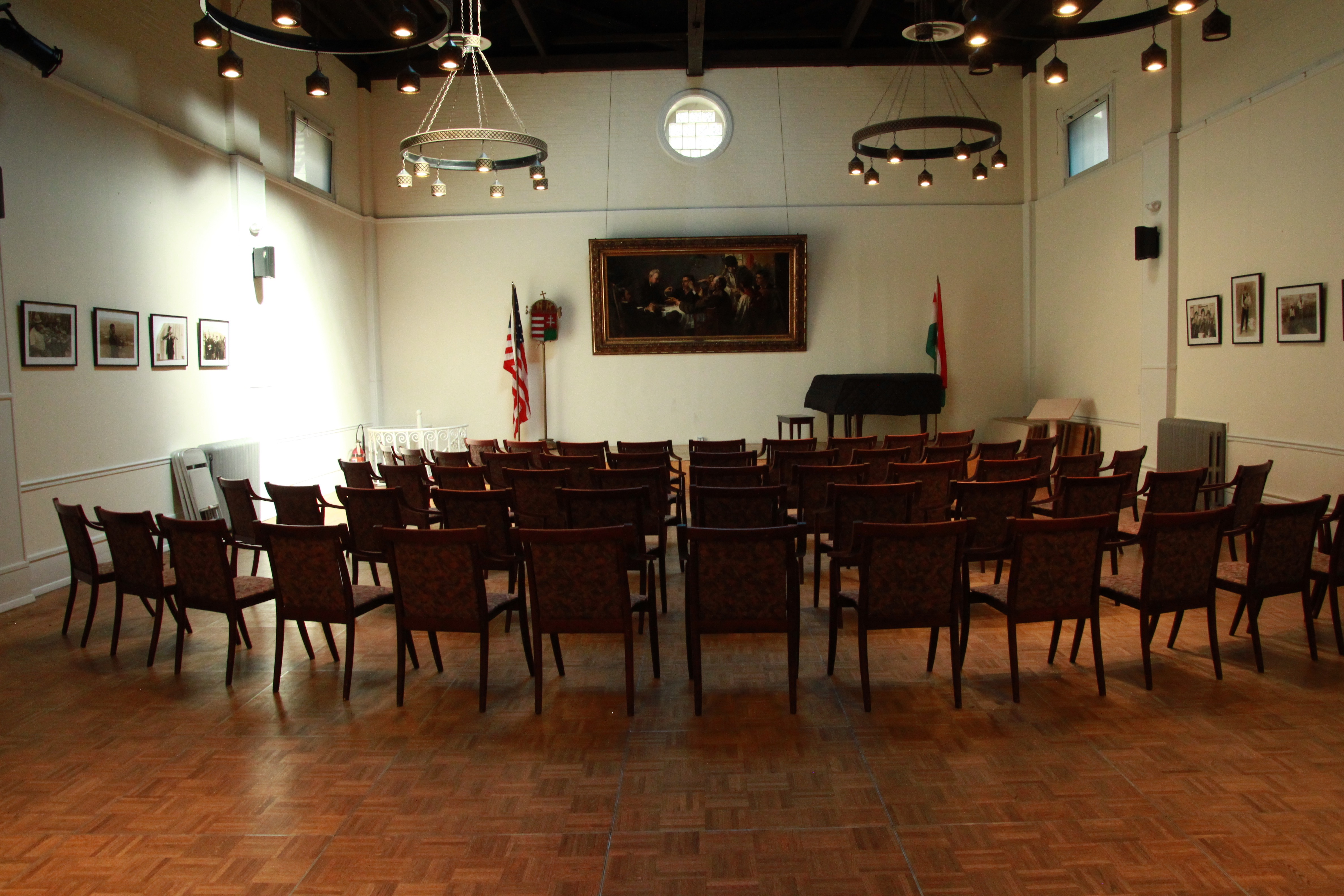
A New York-i Magyar Ház nagyterme.

A Házban jelenleg heti rendszerességgel tartanak magyar cserkészfoglalkozásokat, a Széchenyi István Társaság szervezésében magyar hagyományőrző közösségi összejöveteleket, néptáncoktatást és baba-mama foglalkozásokat, valamint évtizedek óta szervezi összejöveteleit az alapítók nagy generációja, a Társaskör. A Ház épületében működő Magyar Könyvtár 6500 kölcsönözhető könyvvel várja az érdeklődőket, a könyvtár archívuma pedig folyamatosan gyűjti és rendszerezi az észak-amerikai magyarság történetét.
2015-től minden szombat délelőtt az Arany János Magyar Iskola és Óvoda számára biztosít helyszínt a Magyar Ház. Az állandó szolgáltatásokon és programokon kívül rendszeresen szerveznek ünnepségeket a magyar nemzeti ünnepek alkalmával, valamint magyar vonatkozású kulturális programokat, előadásokat és vásárokat.
A Magyar Ház körüli mindennapi tennivalókat a három társtulajdonos szervezet vezetőiből delegált Házbizottság, illetve a Magyar Ház operatív menedzsere végzi önkéntes munkában.